# Fuori campo (album)
Fuori campo è il quinto album dei Modena City Ramblers (il quarto in studio).

## Il disco
È il disco che porta alla rottura con Giovanni Rubbiani e Alberto Cottica, è quindi un album di transizione, l'ultimo prodotto da Kaba Cavazzuti, vede la partecipazione di Luis Sepúlveda (che recita nella title track), mescola acustico, etnico, rock, punk, folk, Pogues, Clash, Mano Negra: c'è l'africaneggiante La rumba, il reggae Fuori campo e del tradizionale Figli dell'officina; Celtica Patchanka vero e proprio manifesto del "nuovo" stile Rambler (più di Combat Folk), il reel di Etnica danza.

## Tracce
1. Etnica danza – 2:59
2. Fuori campo – 4:32
3. Natale a San Cristobal – 4:20
4. La roda – 3:34
5. Celtica patchanka – 3:45
6. Il matto – 2:49
7. Coi piedi per terra – 4:10
8. Il vagabondo stanco – 3:23
9. La rumba – 3:38
10. Suad – 3:30
11. Movimento – 3:04
12. Lo straniero pazzo – 3:29
13. Figli dell'officina – 4:16
14. L'uomo delle pianure – 3:42

## Formazione
- Cisco - voce, cori
- Alberto Cottica - fisarmonica, cori
- Franco D'Aniello - tin whistle, flauto
- Massimo Ghiacci - basso elettrico ed acustico, contrabbasso, cori
- Francesco Moneti - violino, chitarra elettrica, banjo, cori
- Giovanni Rubbiani - chitarra acustica, cori
- Roberto Zeno - batteria, djembe, percussioni

### Altri musicisti
- Luis Sepúlveda - voce recitata in Fuori campo
- Donnchadh Gough - bodhrán in Etnica danza, Celtica Patchanka e Il matto, uilleann pipes in Natale a San Cristobal e Fuori campo
- Clare Fitzpatrick - violino in La roda, Fuori campo, Figli dell'officina
- Ann Mulqueen - voce lilting in Figli dell'officina
- Sinéad Kiely - voce in L'uomo delle pianure
- Coro delle Mondine di Novi - coro in La rumba e Figli dell'officina
- Luciano Gaetani - bouzouki in Lo straniero pazzo
- Massimo Giuntini - bouzouki in Suad e Movimento, uilleann pipes in Coi piedi per terra
- Kaba - percussioni, cori, loop, elettronica assortita